# Dial 'M' for Motherfucker
Dial 'M' for Motherfucker (aka New Album By Pussy Galore), pubblicato nel 1989, è il secondo album dei Pussy Galore. La versione CD conteneva anche il precedente Sugarshit Sharp. È stato in seguito ristampato dalla Matador/Mute nel 1998 senza l'EP.

## Tracce
- Tutte le canzoni sono dei Pussy Galore.

1. Understand Me - 4:05
2. SM 57 - 2:03
3. Kicked Out - 3:55
4. Solo = Sex - 3:02
5. Undertaker - 2:36
6. DWDA - 4:21
7. Dick Johnson - 2:20
8. 1 Hour Later - 2:49
9. Eat Me - 2:01
10. Waxhead - 2:18
11. Wait a Minute - 2:52
12. Evil Eye - 3:05
13. Adwd #2 - 2:29
14. Hang On - 5:41

## Formazione
- Jon Spencer - voce, chitarra
- Julie Cafritz - chitarra
- Neil Hagerty - chitarra
- Kurt Wolf - chitarra
- Bob Bert - batteria